# PSA World Tour Finals 2018/19
Die PSA World Tour Finals 2018/19 der Herren fanden vom 9. bis 14. Juni 2019 in der ägyptischen Hauptstadt Kairo statt. Die 24. Austragung des Saisonabschlussturniers war Teil der PSA World Tour 2018/19 und mit 160.000 US-Dollar dotiert. Parallel fand das Saisonabschlussturnier der Damen statt.
Im Finale setzte sich Karim Abdel Gawad gegen Mohamed Abouelghar mit 12:10, 11:6, 5:11, 7:11 und 12:10 durch und gewann so seinen ersten Titel bei den Finals.

## Qualifikation und Modus
Weltmeister Ali Farag war direkt qualifiziert, ebenso die Gewinner der sieben Turniere der Kategorie PSA World Tour Platinum der Saison 2018/19. Alle Plätze, die durch mehrfache Titelträger übrig blieben, gingen an den nächsten Spieler in der Punkterangliste. Qualifizierte Spieler sind fett markiert.
| #  | Spieler                | Punkte | Turniere | Platinum-Siege |
| -- | ---------------------- | ------ | -------- | -------------- |
| 1  | Ali Farag              | 23.035 | 12       | 3              |
| 2  | Mohamed Elshorbagy     | 18.365 | 13       | 3              |
| 3  | Tarek Momen            | 13.970 | 12       |                |
| 4  | Karim Abdel Gawad      | 12.373 | 13       | 1              |
| 5  | Paul Coll              | 11.345 | 13       |                |
| 6  | Simon Rösner           | 11.210 | 13       |                |
| 7  | Mohamed Abouelghar     | 8.350  | 13       |                |
| 8  | Diego Elías            | 8.293  | 14       |                |
| 9  | Saurav Ghosal          | 5.930  | 14       |                |
| 10 | Miguel Ángel Rodríguez | 5.815  | 13       |                |
| 11 | Omar Mosaad            | 5.275  | 15       |                |
| 12 | Marwan Elshorbagy      | 4.843  | 10       |                |
| 13 | Joel Makin             | 4.690  | 13       |                |
| 14 | Tom Richards           | 4.083  | 15       |                |
| 15 | Grégoire Marche        | 4.040  | 13       |                |
| 16 | Fares Dessouki         | 3.760  | 7        |                |

Die Vorrunde wurde in zwei Gruppen mit je vier Spielern im Best-of-three-Format ausgetragen. Für einen 2:0-Sieg wurden vier Punkte, für einen 2:1-Sieg drei Punkte und für eine 1:2-Niederlage ein Punkt vergeben. Bei Punktgleichheit entschied der direkte Vergleich. Waren drei oder mehr Spieler am Ende punktgleich, zählte das Verhältnis der gewonnenen Einzelpunkte. Die Gruppensieger und -zweiten zogen ins Halbfinale ein, das ebenfalls im Best-of-three-Format gespielt wurde. Das Finale wurde über drei Gewinnsätze ausgetragen.

## Preisgelder und Weltranglistenpunkte
Bei dem Turnier wurden die folgenden Preisgelder und Weltranglistenpunkte für das Erreichen der jeweiligen Runde ausgezahlt bzw. gutgeschrieben. Die Beträge sind nicht kumulativ zu verstehen. Das Gesamtpreisgeld betrug 160.000 US-Dollar.
| Runde          | Preisgeld |
| -------------- | --------- |
| Sieg           | 48.000 $  |
| Finale         | 32.000 $  |
| Halbfinale     | 20.000 $  |
| Gruppendritter | 12.000 $  |
| Gruppenvierter | 8.000 $   |

| Runde                 | Punkte   |
| --------------------- | -------- |
| Sieg                  | + 1000 1 |
| Finale                | + 400    |
| Halbfinale            | + 200    |
| Gruppenphase pro Sieg | + 150    |

 1 Blieb der Gewinner ungeschlagen, erhielt er einen Bonus von zusätzlichen 150 Punkten.

## Finalrunde

### Gruppenphase

#### Gruppe A

##### Tabelle
| Pos. | Setzliste | Spieler            | Spiele | Sätze | EP    | Punkte |
| ---- | --------- | ------------------ | ------ | ----- | ----- | ------ |
| 1    | 8         | Mohamed Abouelghar | 2:1    | 4:2   | 63:44 | 8      |
| 2    | 4         | Karim Abdel Gawad  | 2:1    | 4:2   | 58:55 | 8      |
| 3    | 1         | Ali Farag          | 2:1    | 4:3   | 72:66 | 7      |
| 4    | 5         | Paul Coll          | 0:3    | 1:6   | 55:78 | 1      |

##### Ergebnisse
| Spieler           | Spieler            | Ergebnis          |
| ----------------- | ------------------ | ----------------- |
| Ali Farag         | Mohamed Abouelghar | 12:10, 11:9       |
| Karim Abdel Gawad | Paul Coll          | 11:5, 13:11       |
| Ali Farag         | Karim Abdel Gawad  | 9:11, 8:11        |
| Paul Coll         | Mohamed Abouelghar | 3:11, 6:11        |
| Ali Farag         | Paul Coll          | 9:11, 12:10, 11:9 |
| Karim Abdel Gawad | Mohamed Abouelghar | 9:11, 3:11        |

#### Gruppe B

##### Tabelle
| Pos. | Setzliste | Spieler            | Spiele | Sätze | EP    | Punkte |
| ---- | --------- | ------------------ | ------ | ----- | ----- | ------ |
| 1    | 2         | Mohamed Elshorbagy | 3:0    | 6:2   | 83:68 | 10     |
| 2    | 3         | Tarek Momen        | 2:1    | 5:4   | 80:70 | 7      |
| 3    | 7         | Diego Elías        | 1:2    | 4:5   | 77:88 | 5      |
| 4    | 6         | Simon Rösner       | 0:3    | 2:6   | 63:77 | 2      |

##### Ergebnisse
| Spieler            | Spieler      | Ergebnis          |
| ------------------ | ------------ | ----------------- |
| Mohamed Elshorbagy | Diego Elías  | 6:11, 11:3, 17:15 |
| Tarek Momen        | Simon Rösner | 6:11, 11:3, 11:8  |
| Simon Rösner       | Diego Elías  | 11:5, 8:11, 9:11  |
| Mohamed Elshorbagy | Tarek Momen  | 11:9, 5:11, 11:6  |
| Mohamed Elshorbagy | Simon Rösner | 11:9, 11:4        |
| Tarek Momen        | Diego Elías  | 11:2, 4:11, 11:8  |

### Halbfinale
| Spieler            | Spieler           | Ergebnis         |
| ------------------ | ----------------- | ---------------- |
| Mohamed Abouelghar | Tarek Momen       | 9:11, 11:5, 11:8 |
| Mohamed Elshorbagy | Karim Abdel Gawad | 8:11, 2:11       |

### Finale
| Spieler            | Spieler           | Ergebnis                       |
| ------------------ | ----------------- | ------------------------------ |
| Mohamed Abouelghar | Karim Abdel Gawad | 10:12, 6:11, 11:5, 11:7, 10:12 |